# Ana de Lituania

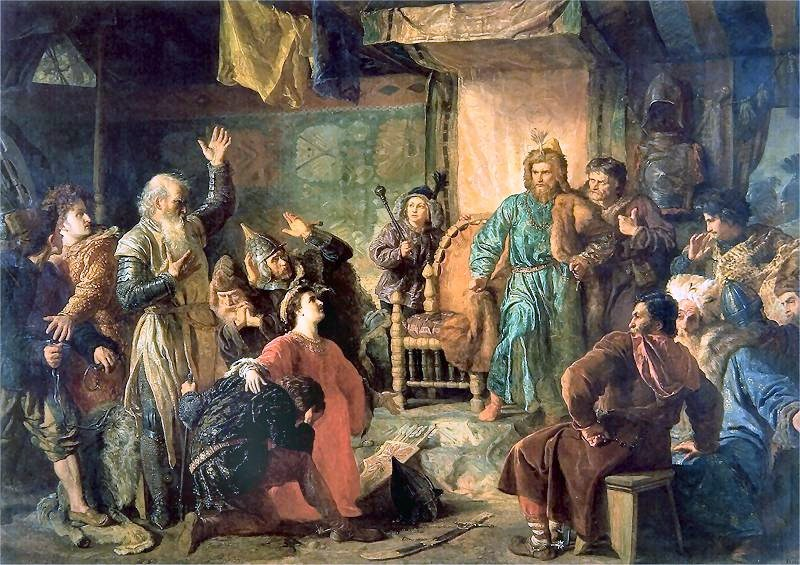
Kęstutis y su hijo Vitautas el Grande encarcelados en Kreva por Jogaila en 1382. Kęstutis murió en el plazo de una semana. Vitautas permaneció encerrado durante dos meses hasta que fue salvado por su mujer Ana.

Ana (lituano: Ona; fallecida el 31 de julio de 1418 en Trakai) fue gran duquesa de Lituania (1392–1418). Probablemente fuera la primera mujer de Vitautas el Grande, gran duque de Lituania. Ana fue la madre de Sofía de Lituania, la única hija de Vitautas, que se casaría con Basilio I de Moscú. Es recordada por haber ayudado a Vitautas a escapar de la prisión de Kreva en 1382, con lo que probablemente salvó su vida. Se conoce poco de la vida de Ana, e incluso sus orígenes son objeto de debate por parte de los historiadores.

## Vida

### Durante las guerras civiles
Ana y Vitautas debieron de casarse alrededor de 1370. La primera noticia sobre Ana es de 1382 cuando su marido estaba encerrado en el Castillo de Kreva por su primo Jogaila durante la Guerra Civil Lituana (1381-84). Mientras que todos los relatos están de acuerdo en que ella liberó a su marido, los detalles cambian de una a otra versión. No está clara la libertad con la que contaba Ana en Kreva y si ella estaba custodiada. En las Crónicas Lituanas se dice que tenía dos doncellas consigo. Convenció a una de ellas de que se cambiara las ropas con Vitautas, que conseguiría así huir. Wigand de Marburgo afirmaba que Vitautas se vistió con las ropas de Ana, no con las de una de sus doncellas. Se cree que Ana permaneció en Kreva, y no hay datos sobre como escapó o fue liberada. Teodor Narbutt (1784-1864) posteriormente añadería muchos detalles coloristas a la historia, entre otros, la enfermedad de Vitautas, y a la doncella Alena, que se sacrificó para salvar a su amo.
En 1389, cuando el intento de su marido de capturar Vilna fracasó, ella estaba en Hrodna. Después de que fracasara este ataque, Ana le acompañó a parlamentar con los Caballeros Teutónicos, a los que Vitautas les propuso una alianza contra sus primos Jogaila y Skirgaila en la Guerra Civil Lituana (1389-1392). Durante un tiempo, quedó como rehén para que Vitautas no rompiera la alianza. Ana, en 1392, confirmaría el Pacto de Ostrow, el tratado de paz que convirtió a Vitautas el Grande en Gran Duque de Lituania. Ana firmó dos cartas, una destinada a Jogaila y otra a su mujer Eduviges I de Polonia. Ana continuó activa en la vida política y estuvo en las negociaciones para el Tratado de Salynas (1398).

### Vida posterior
En 1400, Ana visitó la tumba de Dorotea de Montau en Marienwerder (actual Kwidzyn), y rezó en las iglesias de Santa Ana en Brandenburg y de Santa Bárbara en Oldenburgo. Fue acompañada por su cuñado Sigismund Kęstutaitis y una escolta de 400 hombres. A Ana se le ofrecieron lujosos regalos y recepciones abundantes. Ana continuó manteniendo buenas relaciones con los Caballeros Teutónicos, quienes le mandaron regalos caros, entre los cuales estaba un clavicordio y un órgano portátil en 1408 y vino especial en 1416. Después de su muerte en todas las iglesias de Prusia se ordenaron misas de réquiem. Muchas crónicas y documentos registraron una interacción mucho menos positiva entre Ana y Polonia.
Se cree que la iglesia de Santa Ana, construida en el Castillo de Vilna antes de 1390 fue llamada así en honor de Ana. Posteriormente se le llamaría iglesia de Santa Bárbara pero no ha sobrevivido hasta los tiempos actuales. El viajero flamenco Guillebert de Lannoy escribió favorablemente sobre la Gran Duquesa.
Después de su muerte en 1418, Vitautas quiso casarse con su sobrina Juliana Olshanski, hija de Iván Olshanski. El historiador polaco Jan Długosz afirma que Iván de Karáchev, el primer marido de Juliana, fue asesinado por Vitautas con la intención de casarse con ella. El obispo de Vilna rechazó el matrimonio debido a su parentesco cercano y les instó a que pidieran el beneplácito del Papa. Finalmente el Obispo de Wrocław celebró la ceremonia.

## Origen
Existe un considerable debate sobre quienes eran los padres de Ana. Según la Crónica de Bychowiec, posterior y dudosa, Ana era hermana de Yuri de Smolensk, el último gobernante soberano de Smolensk. Un documento de 1413 menciona al "duque ruso Basil" como cuñado de Ana. Así uno de los hermanos de Ana, y, por tanto, de Yuri, se llamaba Basil. Durante mucho tiempo esta era la única teoría acerca de sus orígenes. Sin embargo, no hay otras fuentes contemporáneas que mencionen este parentesco, y se conoce que el Gran Ducado de Lituania y Smolensk estuvieron en guerra en varias ocasiones, sobre la base de lo que relata la Primera Crónica Lituana (fuente que se escribió en vida de Vitautas) informa en detalle de guerras en 1386, 1395, 1401 y 1404, pero no dice nada de este parentesco.
En 1933 el historiador polaco Ignas Jonynas, publicó un estudio en el que intenta desmentir a la Crónica de Bychowiek y demostrar que Ana no era una duquesa ortodoxa de tierras eslavas, sino hija de un noble local lituano. Lo argumenta afirmando que Ana era hermana de Sudimantas, noble de Eišiškės y comandante del ejército de Vitautas. La Crónica Teutona se refiere a Sudimantas como swoger de Vitautas, palabra que en ese momento se usaba para designar a un cuñado. Otro documento de 1416 habla de Sudimantas como magen, que denotaba un grado de parentesco, usualmente de sangre. Desde el estudio de Jonynas Sudimantas ha sido presentado tanto como hermano de Ana, como su padre o como el marido de su hermana.
El historiador polaco Jan Tęgowski no se muestra de acuerdo con Jonynas y argumenta que tanto Sudimantas como Lev de Drutsk (quien es mencionado también como swoger de Vitautas) estaban casados con hermanas de la primera esposa de Vitautas, la princesa María de Lukolm. Jonynas expresó serias dudas acerca de la existencia real de María, hija de Andréi. La información sobre ella se encuentra en la misma dudosa Crónica de Bychowiec. La única fuente contemporánea que habla de María data de 1440- 1443 y habla de la división de sus tierras tras su muerte. Y no menciona ningún tipo de relación con Vitautas.